# Jogendra Nath Mandal
Jogendra Nath Mandal (en bengali : যোগেন্দ্রনাথ মণ্ডল), né le 29 janvier 1904 et mort le 5 octobre 1968, est un homme politique indien et pakistanais. Il est l'un des principaux militants du Mouvement pour le Pakistan qui a abouti à la fondation du pays le 15 août 1947. Il est l'un des rares hindous membres de la Ligue musulmane. 
Il est un proche du « père » de la nation Muhammad Ali Jinnah et devient ministre dans le premier cabinet de l'histoire du pays dirigé par Liaquat Ali Khan, au poste de ministre de la Justice puis ministre du Travail. Il quitte toutefois le Pakistan en 1950 et rejoint l'Inde, dénonçant les discriminations religieuses de l'administration de la jeune nation. Selon le journal pakistanais Dawn, Chaudhry Muhammad Ali alors simple secrétaire aux finances aurait grandement contribué à l’ostraciser au sein du gouvernement.